# Gabriel della Genga Sermattei
Gabriel della Genga Sermattei  (né le 4 décembre 1801 à Assise et mort le 10 février 1861 à Rome) est un cardinal italien du XIXe siècle. Il est un neveu du pape Léon XII.

## Biographie
Gabriel della Genga Sermattei est élu archevêque titulaire de Bérythe (de) en 1833 et est consacré le 15 septembre de la même année par Bartolomeo Pacca avec comme co-consécrateurs Domenico Genovesi (it) et Eugène de Mazenod. Il est promu à l'archevêché de Ferrare en 1834.
Le pape Grégoire XVI le crée cardinal lors du consistoire du 1er février 1836. En 1843, il devient légat apostolique des provinces d'Urbino et de Pesaro en 1843. Il participe au conclave de 1846, lors duquel Pie IX est élu pape. Avec les cardinaux Lodovico Altieri et Luigi Vannicelli Casoni, il forme le triumvirat (triumvirat rouge) qui gouverne les États pontificaux en 1849-1850 après l'épisode de la République romaine pendant la fuite de Pie IX. Il est préfet de la Congrégation des évêques en 1852 et préfet de la Congrégation de la discipline religieuse en 1856. Il est camerlingue du Sacré Collège en 1858 et 1859. Il devient secrétaire des brefs apostoliques en 1860.

## Succession apostolique
Gabriel della Genga Sermattei a ordonné les évêques suivants :
- Cardinal Mariano Falcinelli Antoniacci, O.S.B. (1853)
- Cardinal Giuseppe Andrea Bizzarri (1854)